# Ямкоголовые
Ямкоголо́вые змеи, или гремучие змеи, или гремучники (лат. Crotalinae), — подсемейство ядовитых змей семейства гадюковых. Эти змеи отличаются наличием двух термочувствительных (инфракрасных) ямок, расположенных в промежутке между глазами и ноздрями змеи. Отсюда и название подсемейства. На данный момент описаны 224 вида данного подсемейства, из них 69 в Юго-Восточной Азии и 106 в Америке. Это единственное подсемейство гадюковых, обитающее на Американском континенте. 3 вида обитают на территории России.

## Описание
Как и другие представители семейства, ямкоголовые имеют пару относительно длинных полых ядовитых зубов, используемых для выделения яда. Голова, как правило, треугольной формы, зрачки глаз вертикальные. Более подробно см. страницу Гадюковые.
Ямкоголовые получили своё название от двух терморецепторных ямок на голове, расположенных между ноздрёй и глазом. Эти ямки чувствительны к инфракрасному излучению и позволяют змеям распознать свою жертву по разнице температуры жертвы и окружающей среды. Эти рецепторы способны воспринимать даже очень слабые изменения температуры воздуха, около 0,1°С. Для змеи грызуны и птицы имеют значительно более высокую температуру, и змея чувствует её и распознаёт жертву даже в кромешной тьме. Подобно примитивным глазам, эти ямки позволяют змее выбирать жертву и нападать на неё с большой точностью. Поскольку ямкоголовые, как и другие представители семейства гадюковых, предпочитают охоту в ночное время из засады, это качество им хорошо помогает. Среди других змей только удавы имеют схожий чувствительный аппарат.
Размер ямкоголовых сильно колеблется от ресничатой гадюки (Bothriechis schlegelii), максимум 50 см, до бушмейстера (Lachesis muta), который достигает длины 3,5 метра.
Распространённое русское название «гремучие змеи» произошло от наличия у двух североамериканских родов ямкоголовых (Crotalus и Sistrurus) погремка на конце хвоста. Этот погремок представляет собой изменённые чешуйки, образующие подвижные сегменты. Своеобразный «гремящий» звук возникает при соударении сегментов вследствие колебаний кончика хвоста.

## Образ жизни

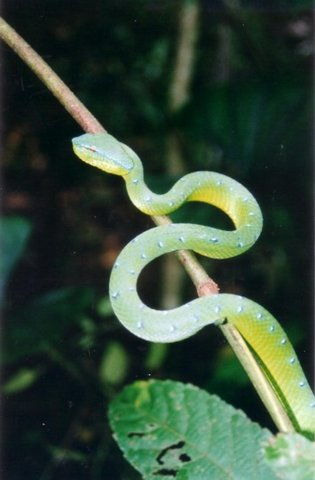
Храмовая куфия (Tropidolaemus wagleri)

Ямкоголовые — очень многосторонняя группа, её представители живут в различных ландшафтах, от пустынь (например, гремучие змеи) до высоких гор и влажных джунглей (Bothrops athrox), встречаются даже водные виды (Agkistrodon piscivorus). Одни виды предпочитают жить на деревьях, другие на земле, а некоторые обитают на высоте выше 1000 метров над уровнем моря.
За исключением некоторых видов, активных круглые сутки, таких как вид Trimeresurus trigonocephalus, змеи в основном ведут ночной образ жизни, предпочитая избегать ожогов от дневных температур и охотиться тогда, когда их жертвы также активны. Днём они обычно скрываются под камнями или в норах грызунов. Термочувствительные ямки этих змей также помогают им в поиске более прохладных мест для отдыха.
Основными животными, которыми питаются ямкоголовые, являются позвоночные, преимущественно млекопитающие.
Ямкоголовые обычно терпеливо ожидают ничего не подозревающую жертву в засаде. Как минимум один вид, древесный Gloydius shedaoensis из Китая, выбирает одно и то же место для засады и возвращается к нему каждый год во время весенней миграции птиц. Исследования показывают, что эти змеи постоянно улучшают свои атакующие способности.
Многие виды (например, гремучие змеи) выбирают совместные места для зимовки, где они получают больше тепла друг от друга и где они впадают в спячку. В холодное время и во время беременности змеи любят греться на солнце. Некоторые виды, такие как медноголовый щитомордник (Agkistrodon contortrix), вместе не собираются.
Подобно другим змеям, ямкоголовые нападают на человека, только будучи загнаны в угол либо когда им угрожает опасность. Более мелкие змеи менее способны к защите, чем крупные. Загрязнение и вырубка тропических лесов стали причиной значительного сокращения популяции этих змей. Люди также нападают на змей, охотятся за их кожей. Также многие змеи гибнут под колёсами машин.

## Воспроизводство
За некоторыми исключениями, ямкоголовые яйцеживородящи — то есть живые детёныши разрывают яйцевые оболочки в течение нескольких минут после откладки яйца. Среди яйцекладущих видов встречаются Lachesis, Calloselasma и некоторые другие виды. Все яйцекладущие змеи тщательно охраняют свои яйца. Выводок варьируется от 2 до 86 (Bothrops atrox) детенышей, в зависимости от вида. Многие молодые змеи имеют ярко окрашенные хвосты, которые резко контрастируют с остальным телом. Используя свои хвосты, молодые особи делают особые движения, привлекая ничего не подозревающую жертву.

## Классификация
В подсемействе ямкоголовых змей 21 род с 224 видами:
- Agkistrodon
- Atropoides
- Bothriechis
- Bothrocophias
- Bothrops — Американские копьеголовые змеи
- Calloselasma — Гладкие щитомордники
- Cerrophidion
- Crotalus — Настоящие гремучники
- Deinagkistrodon — Китайские щитомордники
- Garthius
- Gloydius — Щитомордники[6]
- Hypnale — Цейлонские щитомордники
- Lachesis — Бушмейстеры
- Mixcoatlus
- Ophryacus
- Ovophis
- Porthidium
- Protobothrops
- Sistrurus — Карликовые гремучники
- Trimeresurus — Куфии, или азиатские копьеголовые змеи
- Tropidolaemus — Храмовые куфии